# Andreas Brönnimann
Pour les articles homonymes, voir Brönnimann.
Andreas Brönnimann est un homme politique suisse, né le 27 mars 1955 à Belp (canton de Berne) et originaire de Belp. Membre de l'Union démocratique fédérale (UDF), il représente le canton de Berne au Conseil national de 2009 à 2011.

## Biographie
Brönniman possède sa propre entreprise, Pneuhaus Brönnimann AG (anciennement Andreas Brönnimann AG). Il est caporal de l'Armée suisse. Il est marié, père de cinq enfants et vit à Belp, dans le canton de Berne.
En novembre 1996, il est élu au conseil communal de Belp. Deux ans plus tard, en avril 1988, il devient membre du Grand Conseil du canton de Berne, où il reste jusqu'en 2002. Il intègre à nouveau le Grand Conseil en avril 2006 et achève son mandat de conseiller communal en décembre 2007. Le 7 septembre 2009, il remplace le conseiller national démissionnaire Christian Waber et rejoint le groupe parlementaire de l'Union démocratique du centre (UDC). Aux élections du Conseil national de 2011, il obtient 24 114 voix et n'est pas réélu.

## Sources
- (de) Cet article est partiellement ou en totalité issu de l’article de Wikipédia en allemand intitulé « Andreas Brönnimann » (voir la liste des auteurs).
- « Biographie de Andreas Brönnimann », sur le site de l'Assemblée fédérale suisse.